# Stanislao Farri
Stanislao Farri (Bibbiano, 6 luglio 1924 – Reggio Emilia, 22 giugno 2021) è stato un fotografo italiano.

## Biografia
Partecipò nel 1943 alla sua prima mostra collettiva di fotografia come amatore. Collaborò col padre come calzolaio fino al 1949, quando lasciò la bottega per lavorare come tipografo. Dal 1955 esercitò la professione di fotografo.
Nella sua carriera ha partecipato ad oltre 500 mostre di fotografia in Italia e all'estero come fotoamatore, mentre nella fotografia professionale si è dedicato alla documentazione dei lavori riguardanti la sua città, Reggio Emilia e i beni culturali.
Ha lasciato alla Biblioteca Panizzi di Reggio Emilia il suo archivio fotografico, costituito da oltre 170.000 pezzi, tra negativi e positivi.
È morto a Reggio Emilia a 96 anni il 22 giugno 2021.

## Opere
- Stanislao Farri fare fotografia, volume fotografico, 1986, Università di Parma
- Fare fotografia, volume fotografico, 1986
- Parma di Farri, volume fotografico, 1990, Silva
- Casalgrande-1992, Stanislao Farri, volume fotografico, 1992, Comune di Casalgrande
- Stanislao Farri, volume fotografico, 1998, FIAF
- Stanislao Farri alberi: fotografie 1951- 2008, 2009, Skira, ISBN 9788857202679
- Stanislao Farri: Figure nel paesaggio, volume fotografico, 2015, ISBN 9788878980969
- Stanislao Farri. Le cento e cento identità della donna, volume fotografico, 2016, ISBN 9788878981386
- Stanislao Farri. Boretto e il Grande Fiume. Ediz. illustrata, volume fotografico, 2017, ISBN 9788878981355